# Фарзалиев, Пахливан Ахлиман оглы
Пахливан Ахлиман оглы Фарзалиев (азерб. Pəhlivan Əhliman oğlu Fərzəliyev; 27 сентября 1958, Qobu Dilağarda, Карягинский район — 11 апреля 1992, Физулинский район) — старший лейтенант, сотрудник правоохранительных органов Азербайджана. Национальный герой Азербайджана (1992).

## Биография
Родился 27 сентября 1958 года в селе Гобу Дилагарда, Физулинского района Азербайджанской ССР. После завершения обучения в восьмом классе сельской школы в родном селе, поступил в Шушинский сельскохозяйственный техникум.
Увлекался спортом. На чемпионате в Шуше завоевал звание чемпиона Карабаха по вольной борьбе.
В 1978 году начал трудовую деятельность в Физулинском районе зоотехником. В 1979 году был призван на срочную военную службу в ряды Советской армии. Демобилизовавшись, уехал в Актюбинск, Казахстан, где начал службу в органах внутренних дел.
Окончил автотранспортный факультет Оренбургского политехнического университета. 4 года работал в органах внутренних дел города Актюбинска.
В 1990 году возвратился в Азербайджан в звании старшего лейтенанта. Назначен на должность дежурного инспектора ДПС Физулинского района. В составе ДПС Физулинского района была создана пост-патрульная рота, куда в марте 1991 года был назначен командиром 3-го взвода.
За хорошую службу ему доверили вторую должность — командир экипажа БТР. Во время защиты пограничных сел Физулинского района в ходе вооружённых столкновений в карабахском конфликте, Пахливан мужественно сражался за суверенитет Азербайджана. В результате его отважных действий в селе Халафа была уничтожена группа боевиков и одна единица бронированной техники противника. Последний бой Фарзалиева состоялся 11 апреля 1992 года, когда в тяжелых боях за село Гаджар старший лейтенант погиб.
Был женат, воспитывал троих детей — два сына и дочь.

## Память
Указом Президента Азербайджана № 264 от 8 октября 1992 года Пахливану Ахлиман оглы Фарзалиеву было присвоено звание Национального героя Азербайджана (посмертно).
Похоронен в родном селе Гобу Дилагарды Физулинского района.
Один из посёлков в столице Азербайджана городе Баку носит имя Национального героя Азербайджана.